# Tramway de Takaoka
Le tramway de Takaoka est le réseau de tramways des villes de Takaoka et Imizu, dans la préfecture de Toyama au Japon. Il comporte deux lignes, totalisant 12,9 km de voies. Il est exploité par la compagnie Manyōsen.

## Caractéristiques

### Réseau
Le réseau est constitué de deux lignes. Toutefois, les deux lignes sont interconnectées à la station Rokudōji et sont donc exploitées comme une seule ligne commerciale.

### Ligne Takaoka Kidō
- Longueur totale : 8,0 km
- Écartement des rails : 1 067 mm
- Nombre de stations : 18
- Section à double voies : entre les stations Hirokōji et Yonejimaguchi
- Section électrifiée : toute la ligne (600 V CC)
- Fermeture : automatique

### Ligne Shinminatokō
- Longueur totale : 4,9 km
- Écartement des rails : 1 067 mm
- Nombre de stations : 8
- Section à doubles voies : aucune (la totalité de la ligne est à voie simple)
- Section électrifié : toute la ligne (600 V CC)
- Fermeture : automatique

## Stations
| Ligne              | Station                | Nom japonais       | Distance (km) | Correspondances                                                          | Ville   |
| ------------------ | ---------------------- | ------------------ | ------------- | ------------------------------------------------------------------------ | ------- |
| Ligne Takaoka Kidō | Takaoka-eki            | 高岡駅             | 0             | JR West : Himi, Jōhana Ainokaze Toyama Railway : Ainokaze Toyama Railway | Takaoka |
| Ligne Takaoka Kidō | Suehirochō             | 末広町             | 0,5           |                                                                          | Takaoka |
| Ligne Takaoka Kidō | Kataharamachi          | 片原町             | 0,7           |                                                                          | Takaoka |
| Ligne Takaoka Kidō | Sakashitamachi         | 坂下町             | 0,9           |                                                                          | Takaoka |
| Ligne Takaoka Kidō | Kyūkan Iryō Center-mae | 急患医療センター前 | 1,3           |                                                                          | Takaoka |
| Ligne Takaoka Kidō | Hirokōji               | 広小路             | 1,7           |                                                                          | Takaoka |
| Ligne Takaoka Kidō | Shikino Chūgakkō-mae   | 志貴野中学校前     | 2,1           |                                                                          | Takaoka |
| Ligne Takaoka Kidō | Shiminbyōin-mae        | 市民病院前         | 2,4           |                                                                          | Takaoka |
| Ligne Takaoka Kidō | Ejiri                  | 江尻               | 3,0           |                                                                          | Takaoka |
| Ligne Takaoka Kidō | Asahigaoka             | 旭ヶ丘             | 3,3           |                                                                          | Takaoka |
| Ligne Takaoka Kidō | Ogino                  | 荻布               | 3,8           |                                                                          | Takaoka |
| Ligne Takaoka Kidō | Shin-Nōmachi           | 新能町             | 4,1           |                                                                          | Takaoka |
| Ligne Takaoka Kidō | Yonejimaguchi          | 米島口             | 4,4           |                                                                          | Takaoka |
| Ligne Takaoka Kidō | Nōmachiguchi           | 能町口             | 5,5           |                                                                          | Takaoka |
| Ligne Takaoka Kidō | Shin-Yoshihisa         | 新吉久             | 6,0           |                                                                          | Takaoka |
| Ligne Takaoka Kidō | Yoshihisa              | 吉久               | 6,7           |                                                                          | Takaoka |
| Ligne Takaoka Kidō | Naka-Fushiki           | 中伏木             | 7,5           |                                                                          | Imizu   |
| Ligne Takaoka Kidō | Rokudōji               | 六渡寺             | 8,0           |                                                                          | Imizu   |
| Ligne Shinminatokō | Rokudōji               | 六渡寺             | 8,0           |                                                                          | Imizu   |
| Shōgawaguchi       | 庄川口                 | 8,6                |               |                                                                          | Imizu   |
| Nishi-Shinminato   | 西新湊                 | 9,4                |               |                                                                          | Imizu   |
| Shinmachiguchi     | 新町口                 | 10,0               |               |                                                                          | Imizu   |
| Naka-Shinminato    | 中新湊                 | 10,6               |               | Takaoka                                                                  |         |
| Higashi-Shinminato | 東新湊                 | 11,6               |               | Imizu                                                                    |         |
| Kaiōmaru           | 海王丸                 | 12,2               |               | Imizu                                                                    |         |
| Koshinokata        | 越ノ潟                 | 12,9               |               | Imizu                                                                    |         |

## Matériel roulant

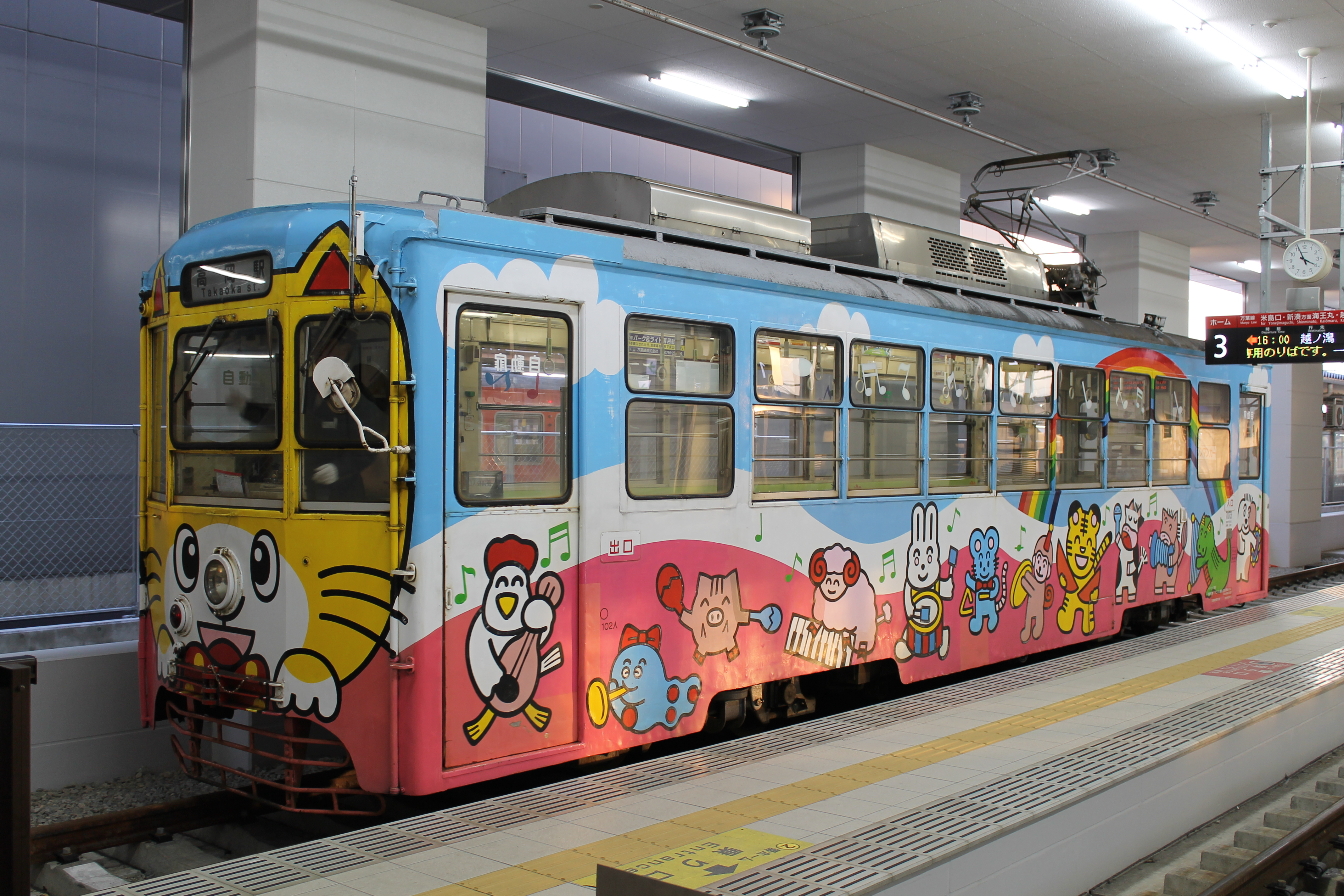
série 7000
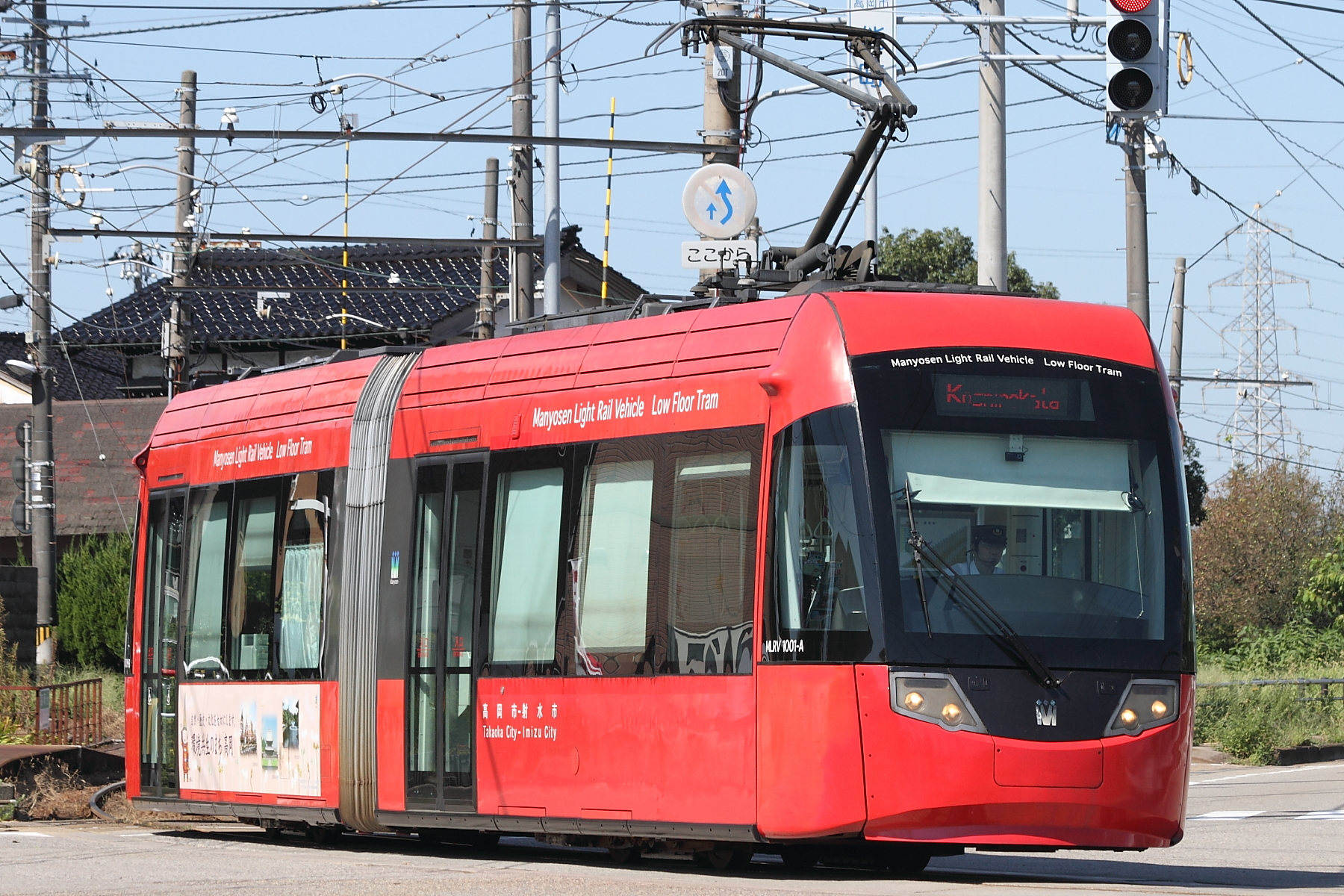
série MLRV1000